# Joseph Michon
Pour les articles homonymes, voir Michon.
Pour les autres membres de la famille, voir famille Michon.
Joseph Michon (Paris, 1836 - Paris, 1904) est un médecin et homme politique français.

## Biographie
Fils de Louis-Marie Michon, chirurgien parisien, et de Louise Alexandre, Joseph Michon naît à Paris (11e arrondissement ancien) le 17 juillet 1836. 
il fait ses études au lycée Louis-le-Grand, puis devient l'élève d'Émile Littré et de Claude Bernard,, amis de son père . 
Devenu docteur en médecine et docteur ès lettres, il obtient en 1863 le prix d'éloquence de l'Académie française. Licencié en sciences naturelles, il sera membre du Conseil de la Société d'Agriculture.
Très lié au comte de Paris, petit-fils aîné du roi Louis-Philippe et chef de la maison d'Orléans, il échoue aux élections législatives de 1869 en Saône et Loire contre Eugène Schneider. Ce dernier, tout puissant maître des forges et président du Corps législatif, est cependant mis en ballottage. Une autre tentative électorale dans le même département, en février 1871, n'aura pas plus de succès.
Nommé préfet du Puy-de-Dôme en janvier 1874  pour contenir les poussées bonapartistes, il le reste jusqu'en avril 1875. En décembre 1877, il se voit confier, sous le ministère Dufaure, la préfecture du Loiret, avec la confiance de Mac-Mahon, président de la République mais monarchiste, alors en difficulté. Il reste préfet du Loiret jusqu'en octobre 1879, où il est mis en disponibilité,. 
En 1885, il est candidat à la députation dans le Loiret, mais toujours sans succès.
L'instauration définitive de la République puis la mort du Comte de Paris, prétendant au trône, marquent son retrait de la vie politique.
Son ami Gustave Guyot de Villeneuve, grand amateur d'art qui avait entrepris de sauver le château de Vaux-le-Vicomte en le faisant acheter par Alfred Sommier, lui conseilla d'acquérir le château du Champ-de-Bataille. Il ne le conserva pas. 
Décédé le 23 mai 1904 à Paris, en son hôtel, 33 rue de Babylone, il repose au cimetière du Montparnasse. 
Il avait épousé Marie Henriette Reichmann, dont postérité .

## Pour approfondir